# Bong Man-dae
Bong Man-dae es un actor, director de cine y guionista surcoreano.

## Biografía
Bong nació en Gwangju, Corea del Sur. Antes de hacer su debut como director en 2003, Bong dirigió cerca de 15 producciones para vídeo, reconocidas por su fuerte estilo narrativo y excelentes efectos visuales.

## Filmografía

### Como director
- Trap
- Cinderella
- The Sweet Sex and Love

### Como actor
- Love, So Divine
- Hand Phone
- The Sword with No Name

### Apariciones en programas de televisión
| Año  | Programa    | Notas                                                      |
| ---- | ----------- | ---------------------------------------------------------- |
| 2016 | Battle Trip | 2 episodios (Ep. #5-6) - participó junto a Hong Seok-cheon |